# 近亲蟳
近亲蟳（学名：Charybdis affinis）为梭子蟹科蟳属的动物。分布于泰国、新加坡、印度尼西亚、印度、台湾岛以及中国大陆的广西、广东等地，生活环境为海水，主要生活于沙质或泥沙质的浅海底。